# الجحيم (دانتي)

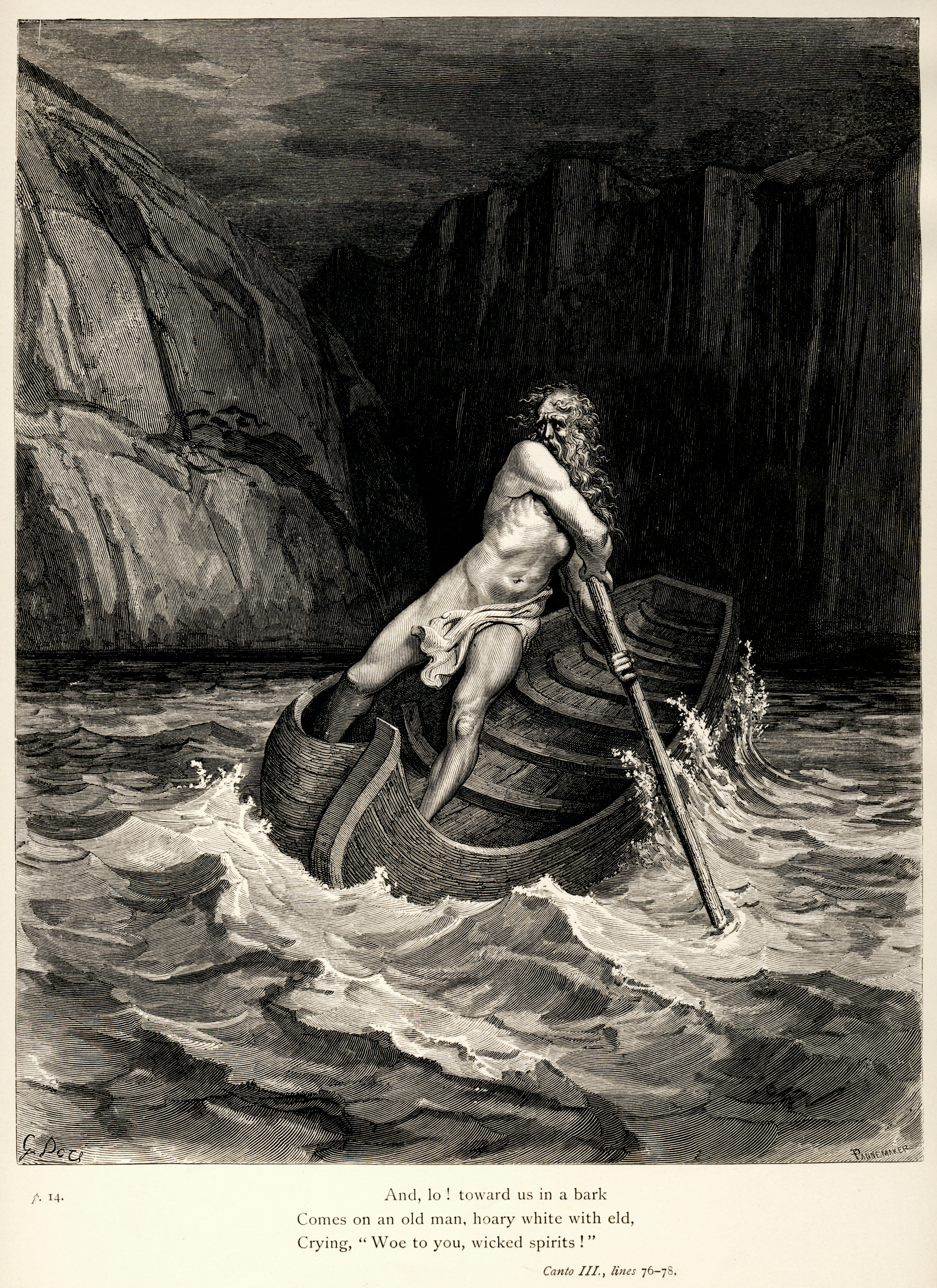

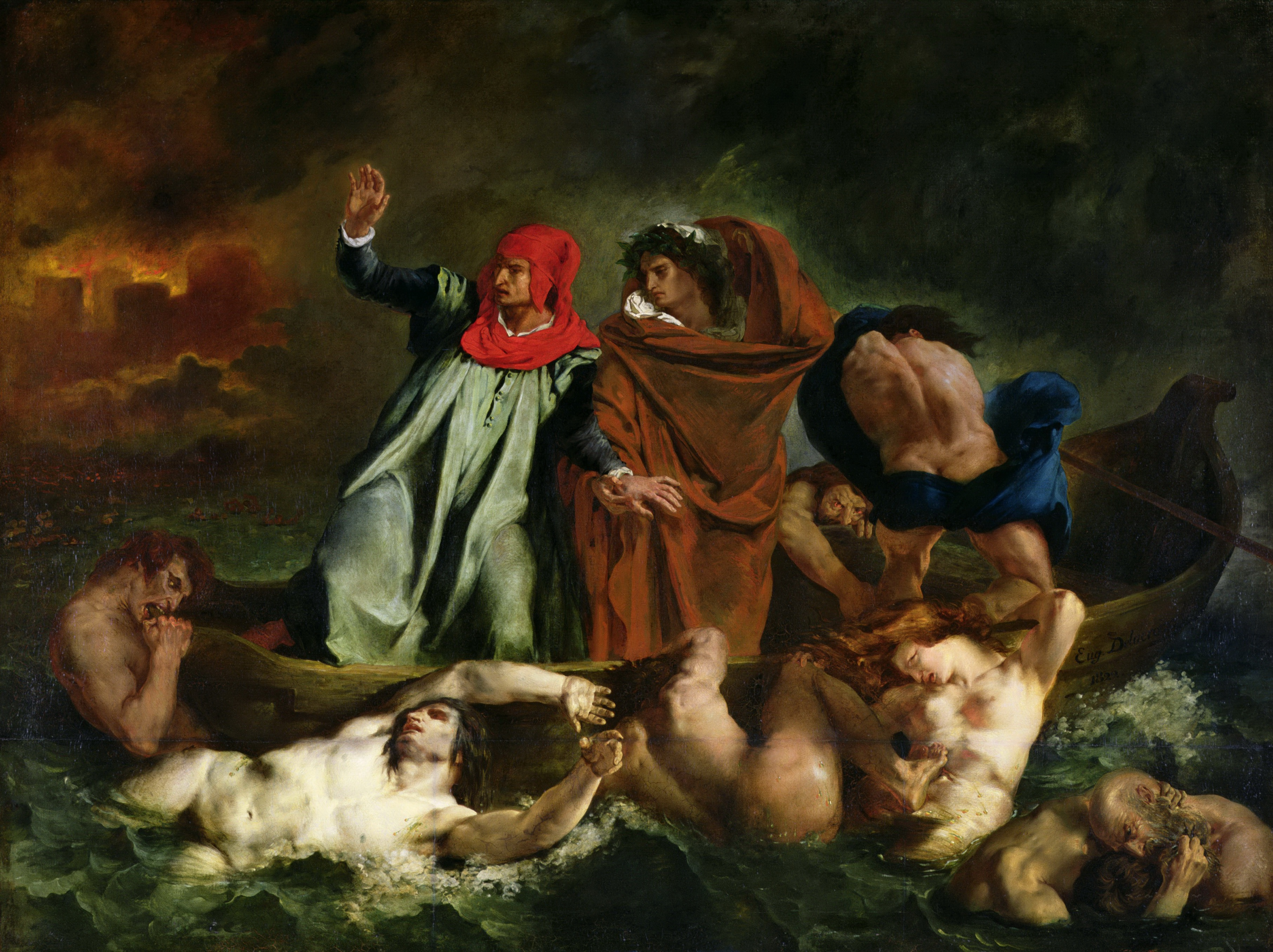
قارب دانتي بريشة الفنان الفرنسي أوجين ديلاكروا سنة 1822 ، تصور اللوحة بشكل فضفاض الأحداث المسرودة في القصيدة الملحمية لدانتي أليغييري «جحيم دانتي». معلق حاليًا في متحف اللوفر ، باريس.

الجحيم (بالإيطالية: Inferno)‏ هي الجزء الأول من القصيدة الملحمية الكوميديا الإلهية التي ألفها دانتي أليغييري في القرن الرابع عشر. ويرى الكثيرون بأنها من أفضل الأعمال الأدبية في الأدب على المستوى العالمي. تلقى الملحمة الشعرية على نظرة خيالية بالاستعانة بالعناصر المجازية لوصف الجحيم بحسب المفهوم المسيحي والتي تأثرت بفلسفة القرون الوسطى وكان لها تأثير على تطور الكنيسة الغربية الكاثوليكية.
في الجحيم، حيث مكث يومين، يصف دانتي عذابات من أدخلوا الجحيم بسبب معاصيهم خلال حياتهم ويتعرض إلى تفاصيل التعذيب والألام التي ستصيبهم. ويعتبر دانتي الجحيم مركز الأرض والضرورية لحشر الأشرار وتهيئة الجو لصعود الأطهار إلى مطهر المطهر. ومنثم إلى الجنة. ويعد قسم جهنم الأشهر في هذه الملحمة.

## تقسيمها
يتألف قسم الجحيم، من 34 مقطعًا أو أنشودة، بينما يتألف قسمي المطهر والجنة الآخرين من 33 قسم. وينقسم كل مقطع إلى تسعة فصول وفصل عاشر إضافي مكتوبة على شكل قصائد «ثلاثية» ينتهي كل مقطع منها بكلمة النجوم.

## دوائر الجحيم
قسم دانتي الجحيم إلى تسعة أقسام سماها دوائر الجحيم وذكرها من الأسهل إلى الأشد عذابا. وكل دائرة تفرض عذابا يناسب الخطيئة المرتكبة.

### الدائرة الأولى (الحد)
تسمى هذه الدائرة بالحد (بالإنجليزية: Limbo)‏ إذ أنها أقرب دوائر جهنم إلى الجنة. ويقبع بها كل مسيحي بالمولد من دون عمادة أو الوثنيين الأطهار. وبسبب عدم معموديتهم، يبقون يعيشون من دون عذاب ولكن بشكل ناقص يمنعهم من دخول الجنة. ويتألف الحد من مروج خضراء يتوسطها قلعة ذات سبعة أبواب تمثل الفضائل السبعة. والقلعة هي مرتع الحكماء مثل ورغيليوس وابن سينا. ويلتقي فيها بهموميروس، وهوراس وأفيد وصلاح الدين وأخرين. وتحت الدائرة الأولى، يقبع بأمر من مينوس كل من أرتكب خطيئة.

### الدائرة الثانية (الشهوة)

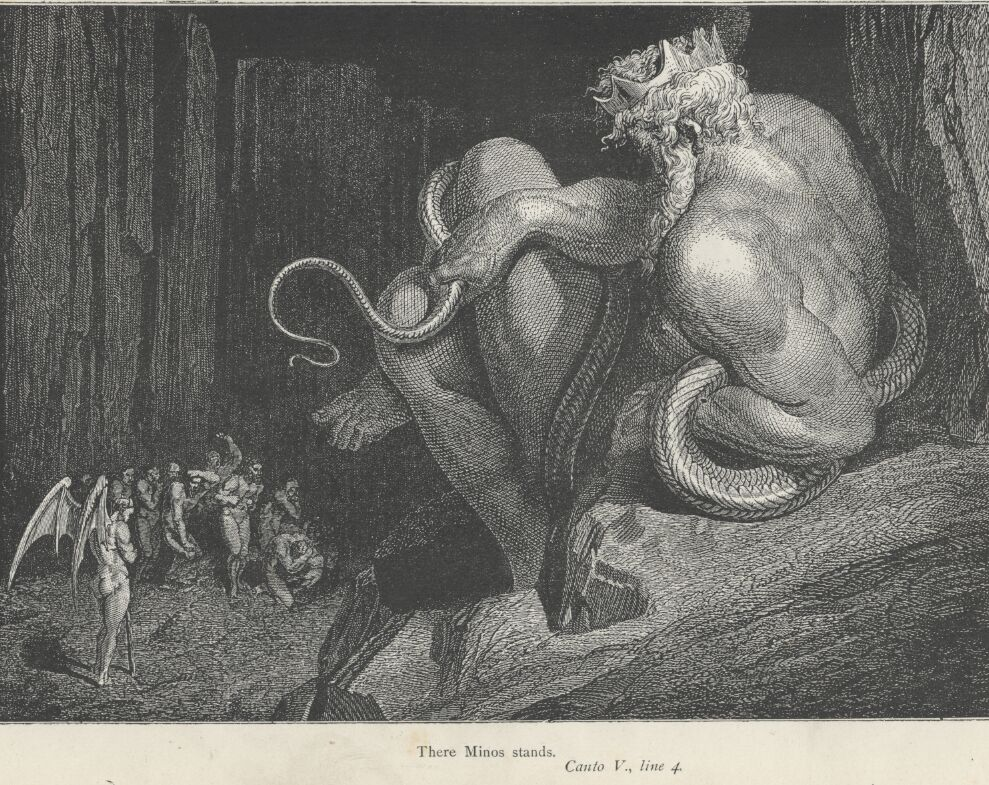
تصوير لمينوس وهو يصدر الحكم على المذنبين للرسام غوستاف دوريه

يقبع في الدائرة الثانية كل من ارتكب خطيئة الانصياع لشهواته أو من يسمح لشهوته بالتحكم بعقله. ويعيش في هذه الدائرة سميراميس وكليوبترا وديدو وهيلين وباريس و الذي قام بالهروب معها من اليونان الي طرواده .

### الدائرة الثالثة (الشره)
يقبع في الدائرة الثالثة كل من يسمح بالشراهة أن تتحكم به. ويحرس هذه الدائرة الدودة الضخمة سيربيروس التي تجبر الخطاة على النوم في ثلج من القاذورات.

### الدائرة الرابعة (الجشع)
يقبع في هذه الدائرة كل من سمح لنفسه بالتعلق بالأشياء المادية. وسمى حارس هذا الدائرة ببلوتو، إما تيمنا بالإله حارس جوف الأرض أو تيمنا ببلوتوس إله الثروات الإغريقي.

### الدائرة الخامسة (الغضب)
في الدائرة الخامسة يتعارك من سمحوا للغضب بالتحكم بحياتهم في مستنقعات نهر ستيكس الموحلة. ويعتبر هذا النهر في الأساطير الإغريقية الحد الفاصل بين سطح الأرض وعمقها.

### مدينة ديس
وتحت نهر ستيكس، وصف دانتي مدينة سماها ديس والتي يقع ضمنها بقية دوائر الجحيم. ويحرسها الملائكة الساقطون. وفي الملحمة، يصف دانتي العقبات التي واجهها لدخول القلعة والتي لم تتحقق إلا بتدخل ملائكة السماء. وهي دلالة لدخول منطقة الخطايا التي لا يمكن للعقل أو الفلسفة من تفسيرها.

### الدائرة السادسة (الهرطقة)
يقبع في الدائرة السادسة الهراطقة الذين أبدعوا في تفسير الحياة بعيدا عن مبادئ المسيحية. مثل الإبيقوريون الذين يؤمنوا أن الروح تموت مع الجسد.

### الدائرة السابعة (العنف)
يقبع في الدائرة السابعة كل من أتخذ العنف طريقة للحياة. ويحرسها مينوتور. وهي مقسمة إلى ثلاث حلقات:
- الحلقة الخارجية: ويقبع فيها من استخدم العنف ضد الأشخاص أو الأملاك.
- الحلقة الوسطى: ويقبع فيها المنتحرون والمسرفون.
- الحلقة الداخلية: ويقبع فيها الكافرون بالله أو من يدمرون الطبيعة.

### الدائرة الثامنة (الغش)
ويقبع فيها كل من أخذ الغش والخداع أسلوبا مقبولا في الحياة. وهذه الدائرة مقسمة إلى عشرة جيوب:
1. القواد وكل من يقوم بالإغواء
2. المتملقين
3. المرتشين
4. السحرة والمنجمون
5. السياسين والمسؤولين الفاسدين
6. المنافقين
7. السارقين
8. المسؤولين الذين يسهلون فساد الأخرين
9. زارعي الشقاق
10. المزيفون

### الدائرة التاسعة (الخيانة)
يقبع في الدائرة التاسعة كل من قام بفعل الخيانة. ويحرس هذه الدائرة العمالقة المذكورين بالتوراة أو الأساطير القديمة وذلك كدلالة على علاقة الفخر المسببة عادة للخيانة. وفرق دانتي أنواع الخيانة بتقسيم هذه الدائرة إلى أربع مستديرات:
- المستديرة الأولى محجوزة لمن خان أحد أنسابه
- المستديرة الثانية محجوزة لمن خان شعبه أو وطنه
- المستديرة الثالثة محجوزة لمن يخون زواره أو مضيفيه.
- المستديرة الرابعة محجوزة لمن خان سيده أو من أحسن إليه.

### وسط الجحيم
ويقبع في وسط الجحيم الأعمق من قام بالخطيئة العظمى وهي خيانة الله حيث سيقيم الشيطان.